# A magyar labdarúgó-válogatott 2013. október 11-i mérkőzése
A magyar labdarúgó-válogatott világbajnoki-selejtező mérkőzése Hollandia ellen, 2013. október 11-én. A végeredmény 8–1 lett a holland csapat javára, amely a magyar labdarúgó-válogatott történetének egyik legnagyobb veresége. (Korábban 1908-ban Angliától, 1941-ben pedig Németországtól kapott ki a magyar csapat 7–0-ra.)

## Előzmények
HELYSZÍN: Amszterdam

## A mérkőzés

### Az összeállítások
| 2013. október 11. 20:30 (UTC+2) |

| Hollandia                                                                                        | 8 – 1               | Magyarország             |
| ------------------------------------------------------------------------------------------------ | ------------------- | ------------------------ |
| Van Persie 16' 44' 52' Strootman 25' Lens 38' Devecseri 64' (öngól) Van der Vaart 85' Robben 89' | (4 – 0) Jegyzőkönyv | Dzsudzsák 47' (11-esből) |

| Amsterdam ArenA, Amszterdam Nézőszám: 52 027 Játékvezető: Martin Atkinson (angol) |

## Statisztika
| Hollandia |                   | Magyarország |
| --------- | ----------------- | ------------ |
| 8         | Gólok             | 1            |
|           | Összes lövés      |              |
|           | Kapura lövések    |              |
|           | Lövéspontosság    |              |
|           | Szögletek         |              |
|           | Szabálytalanságok |              |
| 1         | Sárga lapok       | 3            |
| 0         | Piros lapok       | 0            |

További eredmények
| 2013. október 11. | Andorra    | 0–4 | Románia     |
| 2013. október 11. | Észtország | 0–2 | Törökország |

Tabella a mérkőzés után
| Csapat       | M | Gy | D | V | G+ | G– | Gk  | P  |
| ------------ | - | -- | - | - | -- | -- | --- | -- |
| Hollandia    | 9 | 8  | 1 | 0 | 32 | 5  | +27 | 25 |
| Törökország  | 9 | 5  | 1 | 3 | 16 | 7  | +9  | 16 |
| Románia      | 9 | 5  | 1 | 3 | 17 | 12 | +5  | 16 |
| Magyarország | 9 | 4  | 2 | 3 | 19 | 20 | –1  | 14 |
| Észtország   | 9 | 2  | 1 | 6 | 6  | 18 | –12 | 7  |
| Andorra      | 9 | 0  | 0 | 9 | 0  | 28 | –28 | 0  |

## Örökmérleg a mérkőzés után
| Magyarország |           | Hollandia |
| ------------ | --------- | --------- |
| 7            | Győzelem  | 2         |
| 11           | Döntetlen | 11        |
| 40           | Gólok     | 58        |
|              | Pontok    |           |
|              | %         |           |

## Következmények
Egervári Sándor a mérkőzés után lemondott a magyar labdarúgó-válogatott szövetségi kapitányi posztjáról.